# Enzo Cucchi

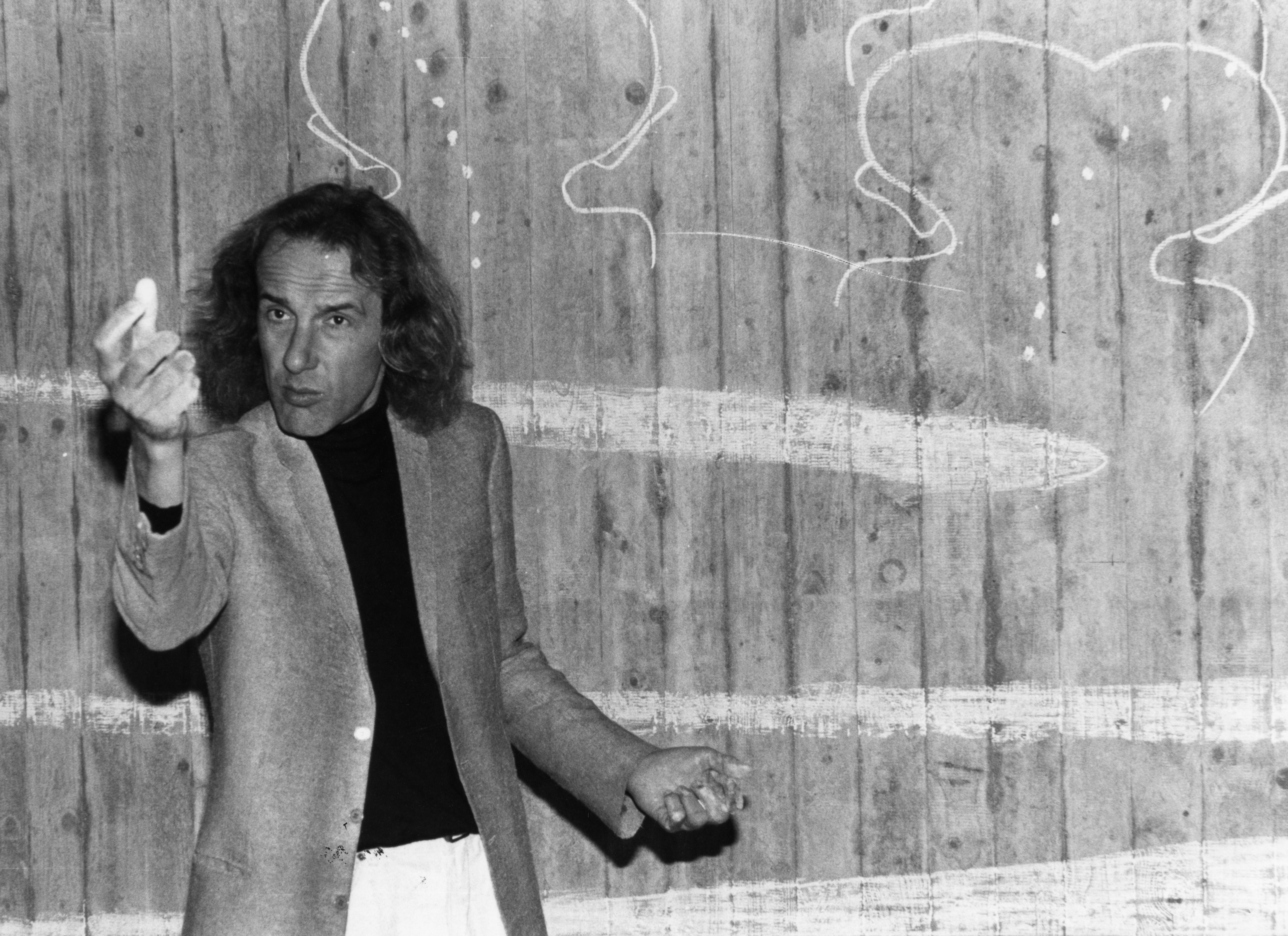
Enzo Cucchi vor seinem Wandbild an der Universität St. Gallen (1988)

Enzo Cucchi (* 14. November 1949 in Morro d’Alba, Provinz Ancona) ist ein zeitgenössischer italienischer Maler und Objektkünstler. Er zählt neben Sandro Chia, Horacio de Sosa Cordero, Francesco Clemente und Mimmo Paladino zu den Hauptvertretern der italienischen Transavantgarde.
Der Künstler lebt und arbeitet in Rom und Ancona.

## Leben und Werk
Enzo Cucchi wuchs bei verschiedenen Verwandten in der Großstadt auf. Als Jugendlicher, er verließ 1965 die Schule, arbeitete er als Assistent bei einem Buch- und Bildrestaurator in Florenz. Diese Tätigkeit weckte sein Interesse an der Kunst. Er brachte sich, geprägt durch das tägliche Retuschierhandwerk, autodidaktisch unterschiedliche, traditionelle Maltechniken bei. Seine ersten Arbeiten waren schnelle Achtungserfolge. Er gewann zahlreiche Preise. Doch das Interesse an der Malerei ließ bald wieder nach. Cucchi wandte sich der gerade in Italien aufkommenden neoavantgardistischen Poesie zu. Von 1966 bis 1968 arbeitete er als Landvermesser.
In der Mitte der 1970er zog Cucchi nach Rom, wo er wieder mit dem Malen begann. In dieser Zeit begegnete er erstmals seinen Künstlerkollegen Sandro Chia und Francesco Clemente, die eine ähnliche, von Poesie getragene, künstlerische Richtung verfolgten. In den darauf folgenden Ausstellungen präsentierte Cucchi hauptsächlich großformatige Mischtechniken in Öl. Die erste Einzelausstellung folgte 1977 in Mailand.
Cucchis Arbeiten, die durch ihre klassische Malweise und ihre archaisch-emotionale Bildsprache dem zu dieser Zeit vorherrschenden, kühlen und rationalen Postminimalismus gänzlich zuwiderliefen, wurden von den Kunstkritikern, vornehmlich dem Biennaleorganisator Achille Bonito Oliva, als „neue, über die Avantgarde hinausgehende Stilrichtung“ proklamiert und zugleich mit dem von Oliva geschaffenen Neologismus Transavanguardia belegt. Auf Einladung des 39. Biennalekuratoriums unter der Führhand Olivas folgte 1980 schließlich die Teilnahme Cucchis an der Aperto 80 in Venedig. In der Folgezeit experimentierte Cucchi mit den Formaten seiner Werke und gelangte teilweise zu schmalen Dimensionierungen, die sich mit der Ikonografie alter Schriften und Inkunabeln befassten. Ab 1982 fand Cucchi schließlich zur Plastik.
In den folgenden Jahren arbeitete er am Theater an der Gestaltung zahlreicher Bühnenbilder. Es entstanden beispielsweise Entwürfe für die Rossini-Inszenierung beim Opernfestival in Pesaro (1982), für die Penthesilea von Kleist (1986) oder für Puccinis Tosca am Teatro dell’Opera di Roma (1990). In den vergangenen Jahren entstand überdies eine engere Zusammenarbeit mit dem Designer Ettore Sottsass.

## Ausstellungen / Einzel- und Gruppenausstellungen
- 2012: Maestro Enzo Cucchi – Raab Galerie Berlin

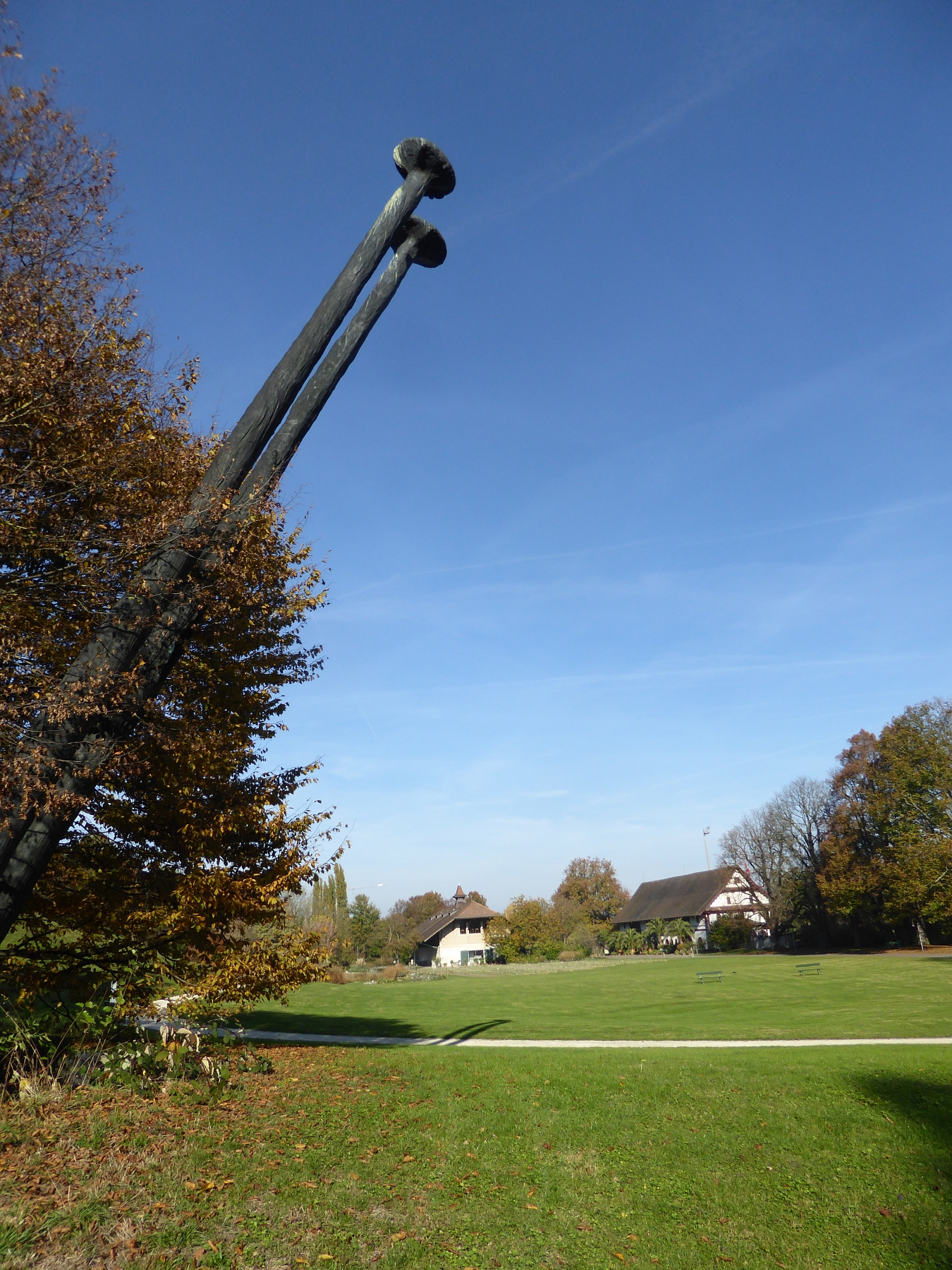
Ohne Titel 1984. Brüglinger Ebene

- Ohne Titel 1984. Brüglinger Ebene1999: Enzo Cucchi – Berge, Menschen, Licht Deichtorhallen, Hamburg
- 1998: National-Galerie für Moderne Kunst, Rom
- 1993: Castello di Rivoli, Turin
- 1993: Museo Cantonale d’Arte, Lugano
- 1992: Hamburger Kunsthalle, Hamburg
- 1986: Solomon R. Guggenheim Museum, New York
- 1985: Kunstmuseum Düsseldorf, Düsseldorf
- 1982: Kunsthaus Zürich, Zürich
- 1982: documenta 7, Kassel

- 2007: Museo Correr, Venedig; Ca Pesaro, Venedig; GAMeC - Galleria d’Arte Moderna e Contemporanea di Bergamo, Bergamo
- 2007: Galerie Bruno Bischofberger, Zürich
- 2006: Musée d’Art moderne de Saint-Étienne, Saint-Étienne
- 2005: Jablonka Galerie, Köln
- 2004: Secco Rizziero Arte, Pescara; Galleria Gioacchini, Ancona
- 2003: Galerie Bruno Bischofberger, Zürich
- 2002: ARTIUM Centro-Museo Vasco de Arte Contemporáneo, Vitoria-Gasteiz
- 2000: Renate Schröder Galerie, Mönchengladbach
- 1984: Kunsthalle Basel, Basel
- 1983: Un’ imagine oscura, Museum Folkwang, Essen

## Filme
- Zwischen 2000 und 2007 drehte der deutsche Regisseur Georg Brintrup den Film "Enzo Cucchi"[3]. Produktion: Lichtspiel Entertainment, Regie:Georg Brintrup[4]
- Tamaro. Pietre e angeli. Mario Botta Enzo Cucchi (Villi Hermann 1998) zeigt, wie Enzo Cucchi die Kapelle Santa Maria degli Angeli auf dem Monte Tamaro ausstattet.[5]